# المنشقون عن الاتحاد السوفيتي

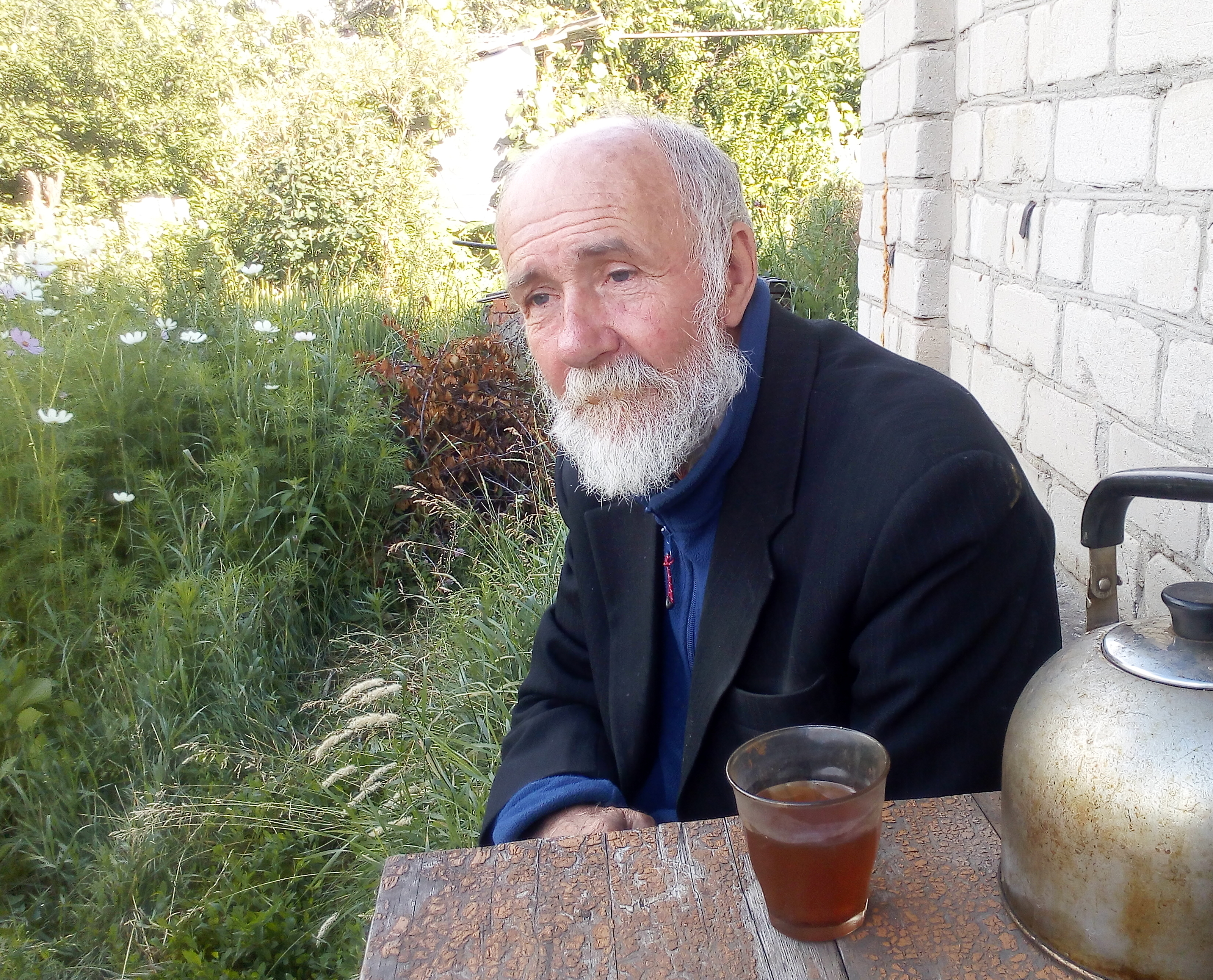
الكسندر ايفانوفيتش رومانوف

المنشقون عن الاتحاد السوفيتي (بالإنجليزية: Soviet dissidents)‏. أشخاص اختلفوا مع بعض السمات في تجسُّد الأيديولوجية السوفيتية وكانوا على استعداد لرفع الصوت ضد الاتحاد. استُخدم مصطلح المنشق في الاتحاد السوفيتي في الفترة التي تلت وفاة جوزيف ستالين حتى سقوط الشيوعية. كان يستخدم للإشارة إلى مجموعات صغيرة من المفكرين المهمشين الذين لاقت تحدياتهم المتواضعة للنظام السوفيتي الحماية والتشجيع من المراسلين. وبتتبع أصل معنى المصطلح، يعتبر المنشق «منفصلًا» عن النظام. ومع بدء المعارضين التعريف بأنفسهم كمنشقين، أصبح المصطلح يشير إلى أي فرد يُنظر إلى عدم امتثاله بأنه لصالح الخير والمجتمع.
كانت المعارضة السياسية في الاتحاد السوفيتي بالكاد واضحة للعيان، ولم تؤتي سوى نتائج ضئيلة مع استثناءات نادرة. وبالأحرى، كان نشاط المنشقين في الاتحاد السوفيتي متمحورًا حول إعلام المجتمع (سواء داخل الاتحاد السوفيتي أو في بلدان أجنبية) بانتهاكات القوانين وحقوق الإنسان. ولكن هذا كان سببًا في تشويه سمعة المجتمع السوفيتي. ومع مرور الوقت، خلقت الحركة المنشقة وعيًا حيًا بالتجاوزات الشيوعية السوفيتية.
واجه المنشقون السوفييت الذين انتقدوا الدولة عقوبات قانونية ممكنة بموجب القانون الجنائي السوفيتي، وخُيروا بين المنفى أو مستشفى الأمراض العقلية أو معسكر الأشغال. إن السلوكيات السياسية المعادية للسوفيتية كمعارضة السلطات بشكل صريح والتظاهر من أجل الإصلاحات ونشر الكتب قد اعتُبرت بالنسبة  لبعض الأشخاص على أنها عمل إجرامي (على سبيل المثال، انتهاك المواد 70 أو 190-1) أو عَرَض لمرض نفسي (مثلًا «وهم الإصلاحية»)، أو تشخيصًا لمرض (مثلًا «الفصام البطيء»).

## الخمسينيات-الستينيات
في خمسينيات القرن العشرين، بدأ المنشقون السوفييت بتسريب الانتقادات إلى الغرب من خلال إرسال الوثائق والبيانات إلى البعثات الدبلوماسية الأجنبية في موسكو. وفي الستينيات من القرن العشرين، كثيرًا ما أعلن المنشقون السوفييت أن الحقوق التي حرّمتها حكومة الاتحاد السوفيتي هي حقوق عالمية يملكها الجميع بصرف النظر عن العِرق والدين والجنسية. في أغسطس 1969، ناشد فريق المبادرة للدفاع عن الحقوق المدنية في الاتحاد السوفيتي لجنة الأمم المتحدة لحقوق الإنسان للدفاع عن حقوق الإنسان التي تدوس عليها السلطات السوفيتية في عدد من المحاكمات.

## السبعينيات
تاريخنا يوضح أن معظم الناس يمكن خداعهم لفترة طويلة جدًا. ولكن كل هذه الحماقة الآن تأتي في تناقض واضح مع حقيقة تمتعنا بدرجة معينة من الانفتاح. (فلاديمير فوينوفيتش)
تُعتبر فترة السبعينيات ذروة المعارضين من ناحية الحضور في الحياة العامة الغربية. ألهمت اتفاقية هلسنكي المنشقين في الاتحاد السوفيتي وتشيكوسلوفاكيا والمجر وبولندا للاحتجاج علنًا على انتهاكات حقوق الإنسان من جانب حكوماتهم. طالب المنشقون السوفييت بأن تنفذ السلطات السوفيتية التزاماتها المنبثقة عن اتفاقية هلسنكي بالهمة والنحو الذي كان يترقب به القانونيون الصادقون في السابق أن تلتزم السلطات بدقة بنص دستورها. تعرض المثقفون الروس والمنشقون في أوروبا الشرقية الذين حثوا على تطبيق الالتزام باتفاقية هلسنكي للقمع الرسمي. وفقًا للمنشق السوفيتي ليونيد بليوشتش، استغلت موسكو ميثاق هلسنكي الأمني لتمكين اقتصادها مع زيادة قمع المعارضين السياسيين وسجن 50 من أعضاء جماعات هلسنكي السوفيتية. وكشفت منظمة العفو الدولية عام 1975 ولجنة الدفاع عن السجناء السياسيين السوفيتيين عام 1975 و1976 عن قضايا السجناء السياسيين في الاتحاد السوفيتي.

في خطاب تنصيب الرئيس الأمريكي جيمي كارتر في 20 يناير 1977، أعلن أن حقوق الإنسان سوف تكون محورية في السياسة الخارجية خلال فترة حكمه. في فبراير، أرسل كارتر رسالة إلى أندريه ديمتريفيتش ساخاروف أعرب فيها عن تأييده لموقف ساخاروف من حقوق الإنسان. في أعقاب رسالة كارتر إلى ساخاروف، حذر الاتحاد السوفيتي من محاولات «التدخل في شؤونه تحت ذريعة التفكير في (الدفاع عن حقوق الإنسان)». بسبب عرض كارتر المفتوح لدعم المنشقين السوفييت، تمكنت الاستخبارات السوفيتية من ربط الانشقاق مع الإمبريالية الأمريكية من خلال الإيحاء بأن هذا الاحتجاج هو غطاء للتجسس الأمريكي داخل الاتحاد السوفيتي. رأى رئيس الاستخبارات السوفيتية يوري أندروبوف «بروز الحاجة إلى إنهاء أعمال أورلوف وغينسبورغ -أحد زملاء مرصد هلسنكي- إلى جانب آخرين بشكل نهائي على أساس القانون القائم». وفقًا لدميتري فولكوغونوف وهارولد شوكمان، فإن أندروبوف هو من وافق على المحاكمات العديدة لنشطاء حقوق الإنسان أمثال أندريه أمالريك، وفلاديمير بوكوفسكي، وفياتشيسلاف شورنوفيل، وزفياد جامساخورديا، ألكسندر غينسبورغ، وناتاليا غوربانيفسكايا، وبيوترو غريغورينكو، وناتان شارانسكي وغيرهم.
إذا قبلنا انتهاكات حقوق الإنسان بمجرد وصفها «كطريقتهم» في حل الأمور، فإننا جميعًا مذنبون. (أندريه ساخاروف)
أتاحت الهجرة الطوعية وغير الطوعية للسلطات أن تتخلص من العديد من المفكرين السياسيين النشطين، بمن فيهم الكتاب فالنتين تورشين وجورجي فلاديموف وفلاديمير فوينوفيتش وليف كوبيليف وفلاديمير ماكسيموف وناهوم كورزخافين وفاسيلي أكسيونوف وآخرون. وبالإضافة إلى ذلك، أعلنت السلطات أن 164 شخصًا هم بعداد المجانين وأرسلوا للعلاج الإجباري في مستشفى للأمراض النفسية.
ووفقاً للمنشقين السوفييت والمنتقدين الغربيين، فإن الاستخبارات السوفيتية كانت ترسل بشكل روتيني منشقين إلى الأطباء النفسيين لتشخيصهم لتجنب المحاكمات العامة المحرجة وتشويه سمعة المنشقين على أنهم نتاج عقول مريضة. بالاستناد إلى فكرة اعتبار المنشقين السياسيين في الاتحاد السوفيتي كمرضى نفسيين وموهمين، فقد احتُجزوا في مستشفيات الأمراض النفسية وعولجوا بمضادات الذهان. أصبح احتجاز المعارضين السياسيين في مؤسسات الطب النفسي ممارسة شائعة. يمكن أن يطلق على هذه التقنية اسم «تطبيب» الانشقاق أو الترهيب النفسي، وهو الشكل المألوف من أشكال القمع الذي طُبق في الاتحاد السوفيتي على ليونيد بليوشتش، وبيوتر غريغورينكو وغيرهم كُثر. وأخيرًا، كان العديد من الأشخاص في ذلك الوقت يميلون إلى الاعتقاد بأن المنشقين كانوا أشخاصًا غير طبيعيين وأن إلزامهم بمستشفيات الأمراض العقلية أمر مبرر تمامًا. ترى رئيسة مجموعة هلسنكي بموسكو لودميلا أليكسيفا أن إسناد مرض نفسي إلى شخصية بارزة أعلنت أو أتت بحراك سياسي هو أهم عامل في تقييم حالات الطب النفسي خلال الفترة بين الستينيات والثمانينيات. وفي ذلك الوقت كتب المنشق السوفيتي فلاديمير بوكوفسكي كتابًا بعنوان مرض نفسي جديد في الاتحاد السوفيتي: المعارضة، ونُشر باللغة الفرنسية والألمانية والإيطالية و الإسبانية، و كتاب (شارك في تأليفه سيميون غلوزمان) دليل الطب النفسي للمنشقين الذي نُشر باللغة الروسية والإنكليزية والفرنسية والإيطالية والألمانية والدنماركية.